# 莫斯科都市酒店
莫斯科都市酒店（俄语：Метропо́ль）是位於俄羅斯莫斯科的一座老字號酒店，修建於1899年至1907年之間，是新藝術運動風格建築。莫斯科都市酒店是莫斯科在十月革命之前規模最大的酒店之一。十月革命之後，都市酒店被國有化，由蘇聯共產黨管理，改名為第二蘇維埃大樓，用來作為官僚機構的辦公地點。1930年代，都市酒店恢復了其酒店功能，並在1986年至1991年期間由芬蘭公司大幅翻新。現在都市酒店有365格房間，每個房間都有不同的裝飾風格。